# Мітін Сергій Юхимович
Сергій Юхимович Мітін (рос. Сергей Ефимович Митин, 16 вересня 1932, Ішино) — радянський футболіст, який грав на позиції захисника. Відомий за виступами у складі ярославського «Шинник», у складі якого провів понад 150 матів у чемпіонаті та Кубку СРСР, у тому числі 30 матчів у вищій лізі чемпіонату СРСР.

## Клубна кар'єра
Сергій Мітін народився в 1932 році в Московській області. Розпочав займатися футболом у Подольську. У 1956—1957 роках Мітін грав за команду класу «Б» «Зеніт» (Іжевськ). У 1958 році в Сімферополі організували команду класу Б під назвою «Авангард», перший головний тренер якої, москвич Микола Глєбов, запросив до команди вихованців подольського футболу Олександра Кудряшова, Анатолія Федотова і Сергія Мітіна, а також молодих вихованців московських клубів Володимира Пайса, Олега Харкіна і Олександра Піскунова. Проте вже наступного року футболіст покинув сімферопольський клуб. і з 1960 року розпочав виступи у складі ярославського «Шинник». У складі цієї команди Мітін провів понад 150 матчів у чемпіонаті та Кубку СРСР, у тому числі 30 матчів у вищому дивізіоні чемпіонату СРСР. Завершив виступи на футбольних полях Сергій Мітін після закінчення сезону 1965 року.